# Benjamin Prentiss
Benjamin Mayberry Prentiss (23 novembre 1819 - 8 février 1901) est un soldat américain, et un homme politique. Il combat lors de la guerre américano-mexicaine et pour l'Union lors de la guerre de Sécession, se hissant au rang de major-général. Il commande une division à la bataille de Shiloh, qui subit de lourdes pertes lors de la défense de ce qui est devenu connu comme le nid de guêpes contre les assauts continus confédérés. Il est critiqué par certains pour sa conduite, et, finalement, a dû céder sa division. Après son échange, il continue à servir dans l'armée jusqu'à sa démission en 1863. Il passe une grande partie du reste de sa vie en tant qu'avocat et homme politique du parti républicain.

## Avant la guerre
Benjamin M. Prentiss naît à Belleville, en Virginie. Il est un descendant direct de Valentine Prentice, qui a immigré d'Angleterre, en 1631. Il passe son enfance en Virginie, jusqu'à ce que sa famille suive la migration et part près d'Hannibal, Missouri. Ils partent ensuite à Quincy, Illinois, où Prentiss réside jusqu'en 1879. Il déménage ensuite pour le Missouri.
Au début de sa vie, Benjamin Prentiss est cordier et sert comme commissaire-priseur. Le 29 mars 1838, il épouse Margaret Ann Sodowsky ; ils ont sept enfants avant qu'elle ne meurt en 1860. En 1862, il épouse Mary Worthington Whitney, qui lui donne cinq enfants.

## Guerre de Sécession
Prentiss est candidat malheureux aux élections du Congrès des États-Unis en 1860. Au début de la guerre de Sécession, il défend les lignes de chemin de fer dans le Missouri jusqu'à ce qu'il commande une division sous les ordres de Ulysses S. Grant. Sa division est la première attaquée lors de la bataille de Shiloh et souffre beaucoup pendant les premières heures de la bataille. Prentiss réorganise son commandement et met en place un combat fougueux dans le « nid de guêpes ».
Il est capturé dans le nid de guêpes avec 2 200 soldats de l'Union. Il remet son épée au lieutenant colonel Francis Marion Walker du 19th Tennessee Infantry. Après la bataille, il est considéré comme un héros, ayant tenu face à l'armée des États confédérés suffisamment longtemps pour permettre au général Grant d'organiser une contre-attaque et gagner la bataille. Grant minimisera plus tard le rôle de Benjamin Prentiss dans la victoire, probablement en raison de l'antipathie mutuelle entre les deux généraux. Cependant, Grant dit, dans ses mémoires, « le commandement de Benjamin Prentiss a disparu en tant que division, beaucoup de ses membres ayant été tués, blessés ou capturés ; mais il a rendu de vaillants services, avant sa dispersion finale, et a contribué à une bonne part à la défense de Shiloh ».
Après avoir été libéré dans le cadre d'un échange de prisonniers, Prentiss est promu major-général et sert dans la cour martiale qui condamne Fitz John Porter. Sa voix discordante dans le vote final amoindrit son poids politique. Prentiss est envoyé dans l'Arkansas et gagne la bataille de Helena, le 4 juillet 1863. En 1863, il démissionne pour s'occuper de sa famille. L'historien Esdras J. Warner émet l'hypothèse que Prentiss a senti qu'il serait mis à l'écart après avoir démontré ses capacités à Shiloh et à Helena.

## Après la guerre
Après la guerre de Sécession, Benjamin Prentiss devient avocat. Plus tard, il est nommé receveur des postes à Béthanie, dans le Missouri, par le président Benjamin Harrison et est re-nommé par le président William McKinley. Il est un chef de file du parti républicain du Missouri.
Il meurt à Béthanie et est enterré dans le cimetière de Miriam du comté de Harrison, dans le Missouri.